# 全國婦女歷史月
全国妇女历史月（National Women’s History Month）定于每年三月，为纪念表彰妇女对美国历史和文化作出的贡献。
妇女历史月始于加利福尼亚州索诺马县。1978年，索诺马县妇女地位委员会（Commission on the Status of Women）发起妇女历史周（Women’s History Week）活动。1980年，美国总统吉米·卡特向美国人民提出在国际妇女节之际表彰妇女的历史成就。1981年，美国国会确立了第一个全国妇女历史周（National Women's History Week），并于1987年将全国妇女历史周延长为全国妇女历史月。